# Mercedes Soriano
Mercedes Soriano (Madrid 1953, Presillas Bajas, Almería, 18 de octubre de 2002) fue una escritora española de novelas que contribuyó también con varias revistas literarias.

## Biografía
Nacida en Madrid en 1953, publicó en 1987 en el diario El País un relato «La gran vía» que la dio a conocer. Su primera novela, Historia de no se editó en 1989, como parte de una trilogía dedicada a la memoria de la Transición. Le siguieron: Contra vosotros (1991) y ¿Quién conoce a Otto Weininger? (1992). Su última novela que defendía la conciencia ecologista fue Una prudente distancia (1994).
Colaboró en editoriales y revistas literarias (desde biografías de Lenin y Antonio Machado a recetas de cocina o historias de la II guerra mundial). A finales de los años 80 se trasladó al Cabo de Gata y desapareció literariamente. Falleció en el hospital Torre Cárdenas, de Almería. En junio de 2021, el escritor Miguel Ángel Muñoz ha publicado ‘Aposento’, novela basada en la desaparición de Soriano y su huida a un paraje perdido del Cabo de Gata, a principios de los 90, cuando estaba en lo más alto de su carrera literaria.

## Obra
- Historia de no, Madrid, Alfaguara, 1989, 175 páginas. ISBN 978 84 226322 4 5[2]
- Contra vosotros (1991) ISBN 978-84-123205-1-0[6][7]
- ¿Quién conoce a Otto Weininger? (1992), Alfaguara, 168 páginas. ISBN 978 84 204810 5 0
- Una prudente distancia (1994), Debate, 138 páginas. ISBN 978 84 744486 0 3